# 圣于连德朗蓬
圣于连德朗蓬（法語：Saint-Julien-de-Lampon，法語發音：[sɛ̃ ʒyljɛ̃ də lɑ̃pɔ̃]）是法国多尔多涅省的一个市镇，位于该省东南部，多尔多涅河左岸，和洛特省接壤，属于萨拉拉卡内达区。 

## 地理
圣于连德朗蓬（44°51'40"N, 1°21'47"E）面积13.24 平方千米，位于法国新阿基坦大区多爾多涅省，该省份为法国西南部内陆省份，是法國本土面积第三大的省，大致对应佩里戈尔地区，北起顺时针与夏朗德省、上维埃纳省、科雷兹省、洛特省、洛特-加龙省、吉倫特省和滨海夏朗德省接壤。
与圣于连德朗蓬接壤的市镇（或旧市镇、城区）包括：卡尔吕、拉莫特费讷隆、马斯克拉、纳达亚克德鲁日、勒罗克、圣蒙达娜、佩里戈尔地区卡尔维亚克、佩克德莱斯佩朗斯、佩里亚克和米亚克。

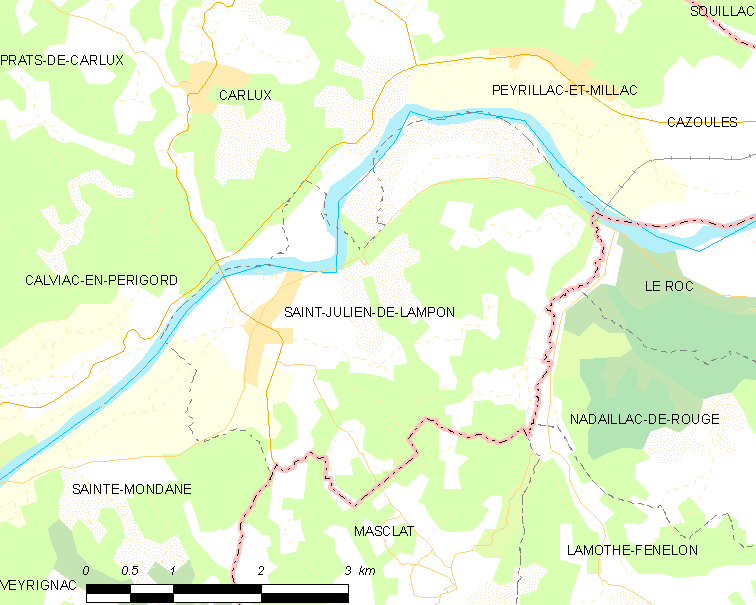
圣于连德朗蓬的OSM定位图

圣于连德朗蓬的时区为UTC+01:00、UTC+02:00（夏令时）。

## 行政
圣于连德朗蓬的邮政编码为24370，INSEE市镇编码为24432。

## 政治
圣于连德朗蓬所属的省级选区为泰拉松-拉维勒迪约县。

## 人口

1962-2008年间圣于连德朗蓬人口变化图示

圣于连德朗蓬于2022年1月1日时的人口数量为657人。